# 曲本 (戸田市)
曲本（まがもと）は、埼玉県戸田市の大字。現行行政地名は大字曲本。またさいたま市南区に同名の町丁があり、旧戸田町時代に当時の浦和市に曲本の一部を編入した経緯から、曲本の地名がある。もとは江戸期より存在したひとつの曲本村であった。郵便番号は335-0000。

## 地理
戸田市北西部の沖積平野（荒川低地）に位置する。地区の東側をさいたま市南区松本や内谷、南側を重瀬、西側を朝霞市上内間木、北側をさいたま市南区堤外と隣接する。地区の西端を荒川が流れ、地区中央に荒川第一調節池（彩湖）の一部がある。地区の東端に荒川の左岸堤防があり、北側の南区堤外との境界上に荒川横堤の美谷本第三横堤がある。また、地区の南側の境界線上には荒川の旧流路があった。地区外にその旧流路由来の河跡湖が一部残っている。堤外地であるため増水時は冠水する。地区全域が荒川左岸の河川敷に位置され市街化調整区域となっていて人口は0人である。

## 歴史
もとは江戸期より存在した武蔵国足立郡笹目領に属した曲本村で、古くは中世末期頃より見出せる高鼻荘に属したと云われている。
村高は正保年間の『武蔵田園簿』では539石（田426石余、畑112町余、ほか野銭600銭）、『元禄郷帳』では438石余、『天保郷帳』では444石余であった。助郷は中山道蕨宿に出役していた。村の規模は東西28町余、南北5町余で、化政期の戸数は56軒であった。田島村・松本新田・沼影村の間や内谷村・美女木村の間には飛地があった。
なお、1959年（昭和34年）戸田町の曲本から分離して成立した浦和市の大字曲本は1976年（昭和51年）の土地改良事業により大字内谷の一部とともに西浦和に変更され、住所地名から浦和市の大字曲本は一旦消滅するが、その後の住居表示の実施で従前の大字とは一致するものではないが、新町名に曲本が採用され、住所地名として復活することとなった（曲本 (さいたま市)#歴史も参照。）。
- はじめは幕府領、以降変遷なし[4]。なお、検地は1697年（元禄10年）に実施[6]。また、新田を有し検地は1747年（延享4年）に実施。
- 幕末時点では足立郡曲本村であった。明治初年の『旧高旧領取調帳』の記載によると、代官大竹左馬太郎支配所が管轄する幕府領であった[8]。
- 1868年（慶応4年）6月19日 - 旧幕府領が武蔵知県事・山田政則（忍藩士）の管轄となる。
- 1869年（明治2年） 
  - 1月13日 - 武蔵知県事・宮原忠英の管轄区域に大宮県を設置。県庁は東京府馬喰町に置かれる。
  - 9月29日 - 県庁が浦和に置かれ浦和県に改称。
- 1871年（明治4年）11月13日 - 第1次府県統合により埼玉県の管轄となる。
- 1879年（明治12年）3月17日 - 郡区町村編制法により成立した北足立郡に属す。郡役所は浦和宿に設置。
- 1889年（明治22年）4月1日  - 町村制施行により北足立郡内谷村・曲本村・美女木村・松本新田が合併し美谷本村が成立する。曲本村は美谷本村の大字曲本となる[9]。
- 1918年（大正7年） - 荒川の改修に着手、用地買収を開始する[10]。
- 1943年（昭和18年）4月1日 - 美谷本村・笹目村が合併し美笹村成立し[9]、美笹村の大字となる。
- 1957年（昭和32年）7月20日 - 美笹村が戸田町と合併し[9]、戸田町の大字となる。
- 1959年（昭和34年）4月1日 - 戸田町の大字曲本の大部分が分離し、浦和市（現在のさいたま市南区）に編入され[9]、浦和市大字曲本となる。
- 1963年（昭和38年） - 戸田町の大字曲本の一部を浦和市の大字曲本へ編入する[4]。
- 1966年（昭和41年）10月1日、市制施行により戸田市となり[11]、戸田市の大字となる。
- 1997年（平成9年）3月 - 荒川第一調節池（彩湖）が完成する。

### 曲本村に存在していた小字
- 三条目[12]・道目・鎧町・丸町・深町・亀尻・平野・平沼（二ヶ所）

## 小・中学校の学区
大字曲本に学区（校区）は設定されていない。

## 交通
地内に鉄道は敷設されていない。また、国道および主要地方道・県道は地内に通っていない。

### バス
地内にバス路線は存在しないが、東側の松本四丁目に設置されている国際興業バスの「松本四丁目」停留所が最寄の停留所となる。

## 施設
- 荒川第一調節池（一部）
- 東京織物健康保険組合 運動場